# Lynn (Wisconsin)
Lynn – miasto w Stanach Zjednoczonych, w stanie Wisconsin, w hrabstwie Clark.